# أليخاندرو دافيدوفيتش فوكينا
أليخاندرو دافيدوفيتش فوكينا (مواليد 5 يونيو 1999) هو لاعب تنس اسباني محترف. اعلى تصنيف في الفردي (ATP) له كان المركز رقم 35 الذي حققه في 14 يونيو 2021 وترتيب الزوجي رقم 213 الذي تم تحقيقه في 17 مايو 2021.

## الحياة الشخصية
ولد دافيدوفيتش فوكينا وترعرع في لا كالا ديل مورال، رينكون دي لا فيكتوريا، على بعد 10 كيلومترات من مالقة إلى الوالدين الروس إدوارد دافيدوفيتش وتاتيانا فوكينا. والده، إدوارد، ملاكم سابق، لديه جنسية مزدوجة سويدية روسية. دافيدوفيتش فوكينا لديه شقيق هو مارك. بدأ لعب التنس مع والده في سن الثالثة. عندما بلغ الخامسة من عمره، بدأ التدريب في كالافلوريس ولاحقًا في ملاعب التنس في سيرامار مع المدرب مانولو روبياليس. منذ عام 2009، كان خورخي أغيري مدربه.

## مسيرته في الناشئين
بدأ مسيرته الاحترافية في التنس في عام 2016. فاز بأول لقب له في ITF من الدرجة الأولى في كندا، وهزم فيليكس أوجيه-ألياسيم في نصف النهائي، وليام كاراونا في النهائي. في أكتوبر، فاز بأول لقب له في الزوجي في بطولة فيوتشرز التي أقيمت في نيجيريا مع اللاعب الفرنسي أليكسيس كليغو. خلال عام 2017، بصفته كناشئ، ظهر لأول مرة في الجولة العالمية في بطولة برشلونة في أبريل بفضل بطاقة الدعوة للتصفيات. هزم روبرتو كارباليس باينا في ثلاث مجموعات. وخسر في الدور الثاني من التصفيات أمام سانتياغو جيرالدو بثلاث مجموعات. وصل أيضًا إلى الدور قبل النهائي في رولان جاروس للناشئين، وخسر أمام أليكسي بوبرين في مجموعات متتالية. هزم رودولف موليكر في الدور الأول وفاز بلقب الفردي في بطولة ويمبلدون للناشئين دون أن يخسر أي مجموعة، وفاز بالمباراة النهائية ضد الأرجنتيني أكسل جيلر.

## مسيرته الاحترافية

### 2018
في عام 2018، كان في فريق كأس ديفيز الإسباني في مباراة إسبانيا ضد بريطانيا العظمى في ماربيا. في مارس، فاز دافيدوفيتش بأول لقب له في ITF Futures K15 في البرتغال، متغلبًا على روبرتو أورتيجا أولميدو. بدأ اللعب في بطولات التشالنجر خلال الموسم. حصل على أول بطاقة دعوة للتصفيات في بطولة ماسترز 1000 نقطة في مدريد حيث خسر أمام تايلور فريتز. في لشبونة تشالنجر في مايو، هزم أليكس دي مينور في الدور الأول. ثم خسر أمام كريستيان هاريسون في الثاني. في الدور الثاني من تصفيات ويمبلدون، خسر أمام بيتر بولانسكي. في سبتمبر، وصل دافيدوفيتش إلى أول نهائي تشالنجر في بولندا بعد فوزه على موليكر في نصف النهائي. خسر المباراة النهائية أمام جيدو أندريوزي في ثلاث مجموعات.

### 2019: لقبان في التشالنجر
بدأ دافيدوفيتش فوكينا الموسم بلعب الدور الأول من تصفيات أستراليا المفتوحة بفوزه على دانيال جيمينو ترافير.
وصل إلى ربع النهائي في تشيناي تشالنجر والنهائي في بانكوك تشالنجر الثاني، الذي خسره أمام جيمس دكوورث. وصل إلى الدور قبل النهائي في ماربيا تشالنجر على أرضه، وخسر أمام بابلو أندوجار في ثلاث مجموعات.
لعب أول مباراة له في الجدول الرئيسي لبطولة من الجولة العالمية، وخسر في الدور الأول من بطولة المغرب أمام فيليب كولشرايبر بعد فوزه في مباراتين تأهيليتين. في وقت لاحق من الشهر، وصل إلى الدور نصف النهائي من بطولة استوريل المفتوحة 2019، بفوزه على جايل مونفيس وتايلور فريتز.
دخل في القرعة الرئيسية لأول بطولة جراند سلام له في بطولة فرنسا المفتوحة 2019.
في وقت لاحق من العام، فاز أخيرًا بأول لقب له في التشانجر، حيث هزم خاومي مونار ليفوز بلقب إشبيلية تشالنجر. بعد شهر واحد فقط من هذا الانتصار، فاز بلقبه الثاني في التشالنجر في ليوزهو، متغلبًا على دينيس ايستومين في النهائي.

### 2020: أول لقب زوجي في الجولة العالمية، الدور الرابع في أمريكا المفتوحة
في عام 2020، وصل ديفيدوفيتش فوكينا إلى الدور الثاني في إحدى البطولات الأربع الكبرى لأول مرة في بطولة أستراليا المفتوحة لعام 2020. تغلب على نوربرت جومبوس في 5 مجموعات، قبل أن يسقط أمام دييجو شوارتزمان.
فاز بأول لقب ATP له في الزوجي في بطولة تشيلي المفتوحة في سانتياغو، بالشراكة مع زميله الإسباني روبرتو كارباليس باينا، حيث هزم في النهائي الثنائي المصنف الثاني مارسيلو أريفالو / جوني اومارا.
وصل للمرة الأولى إلى الدور الثاني من بطولة فرنسا المفتوحة 2020 بفوزه على هارولد مايوت قبل أن يخسر أمام المصنف رقم 13 أندريه روبليف.
في بطولة أمريكا المتحدة المفتوحة لعام 2020، وصل ديفيدوفيتش فوكينا إلى الدور الرابع من إحدى البطولات الأربع الكبرى لأول مرة في مسيرته، بفوزه على دينيس نوفاك، وهوبرت هوركاتش، وكاميرون نوري، قبل أن يخسر بمجموعات متتالية أمام ألكسندر زفيريف. في كولن 1، وصل إلى الدور قبل النهائي بفوزه على الصاعد من التصفيات اميل روسوفوري، المصنف الثامن مارين سيليتش، ودينيس نوفاك قبل أن يخسر أمام البطل النهائي ألكسندر زفيريف في مجموعات متتالية.
حصل على أول فور له في بطولات الماسترز على المصنف رقم 11 كارين خاشانوف في بطولة باريس للماسترز 2020 في 3 مجموعات. كما تغلب على بينيامين بونزي في مجموعات متتالية قبل أن يسحقه دييجو شوارتزمان المصنف السادس 6-1، 6-1.

### 2021: ربع نهائي بطولة فرنسا المفتوحة، الدخول إلى الاربعين الاوائل لأول مرة
غاب دافيدوفيتش فوكينا عن بطولة أستراليا المفتوحة لعام 2021 بعد أن ثبتت إصابته بـ COVID-19. في مونتي كارلو ماسترز 2021، حقق أول فوز له على مصنف من العشرة الاوائل حيث تغلب على ماتيو بيريتيني 7-5، 6-3. بعد فوزه على لوكاس بوي 6-2 و7-6 ليبلغ أول ربع نهائي للماسترز 1000، انسحب أمام ستيفانوس تسيتيباس بسبب الإصابة. ونتيجة لذلك، دخل في قائمة أفضل 50 لاعبًا في العالم بالتصنيف رقم 48 في تصنيفات الفردي في 19 أبريل 2021. في بطولة فرنسا المفتوحة، وصل دافيدوفيتش فوكينا إلى أول ربع نهائي في بطولة جراند سلام بعد فوزه على المصنف الخامس عشر كاسبر رود وفيديريكو ديلبونيس. أدى هذا النجاح إلى تحسين ترتيبه إلى المركز 35 عالميًا في الفردي في 14 يونيو 2021.

## أسلوب اللعب
يشتهر فوكينا بضربة الضروب شوت على انه واحد من أفضل من ينفذ اللقطة في جولة ATP. يمكن وصف أسلوب لعبه بشكل عام بأنه هجومي، ويميل مستواه إلى التقلب على مدار المباراة. كما أنه كثيرًا ما ينشر خدمة مخادعة. على الرغم من أنه ليس من أطول اللاعبين، إلا أنه يعوض عن هذا العيب بحركته السريعة وضرباته الأرضية القوية. وهو معروف أيضًا باستقبالته الممتازة، وغالبًا ما يجد زوايا حادة.

## روابط خارجية
- أليخاندرو دافيدوفيتش فوكينا في موقع الاتحاد الدولي لكرة المضرب
- الصفحة الخاصة باللاعب أليخاندرو دافيدوفيتش فوكينا في موقع رابطة محترفي كرة المضرب.